# Castelo de Coudray-Salbart

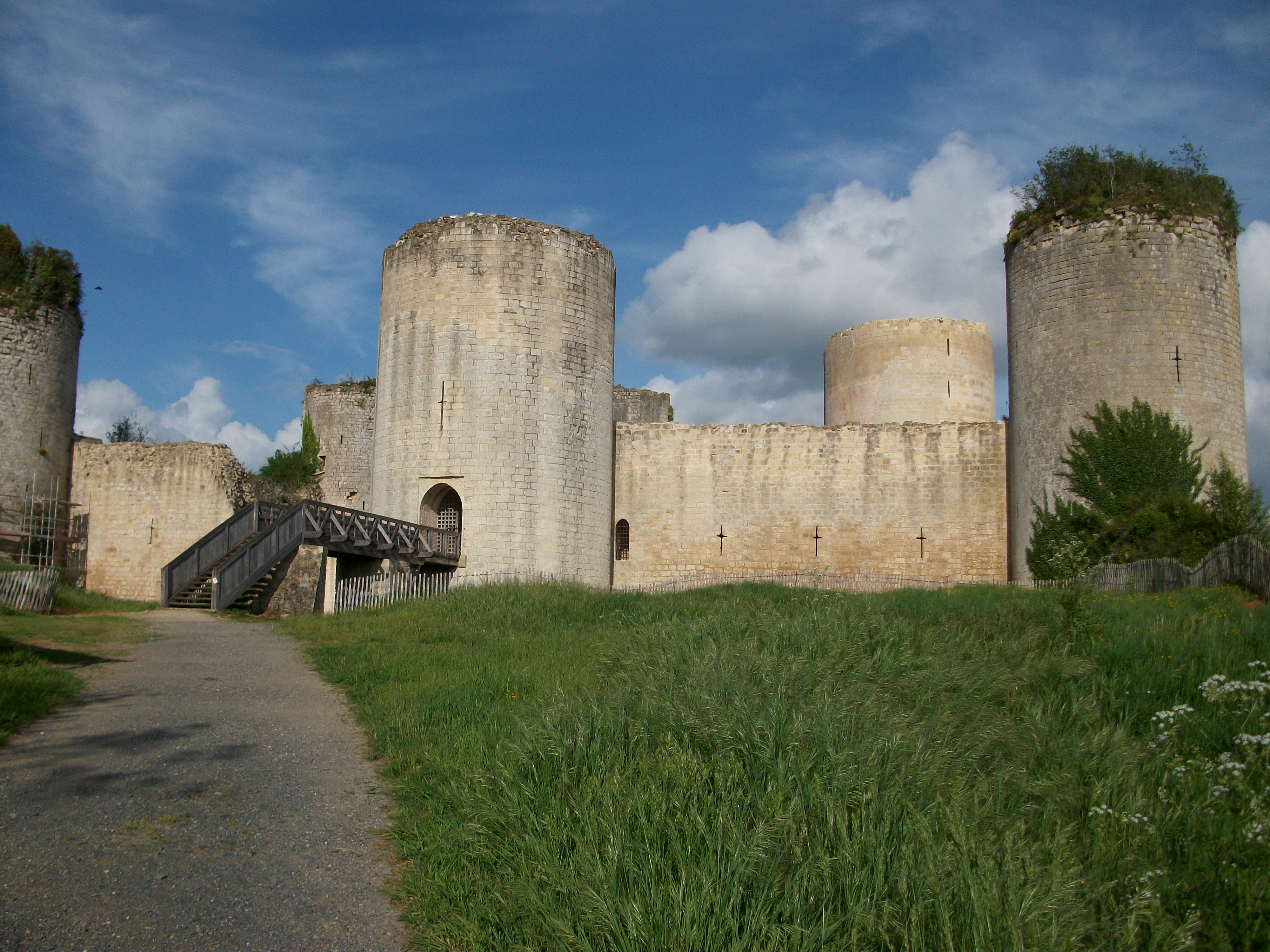
Ruínas do Castelo Coudray-Salbart

O Château de Coudray-Salbart é um castelo em ruínas do século XIII na comuna de Échiré, 10 km a norte de Niort em Deux-Sèvres, na França.
O castelo foi objecto de um programa de preservação por voluntários do grupo de caridade REMPART entre 1978 e 2003. Desde 2000, é propriedade da Communauté d'Agglomération de Niort. Desde 2005, os voluntários foram substituídos por equipas de profissionais.
A sua arquitectura é notável, nunca tendo sido alterada.